# Liétald II. (Mâcon)

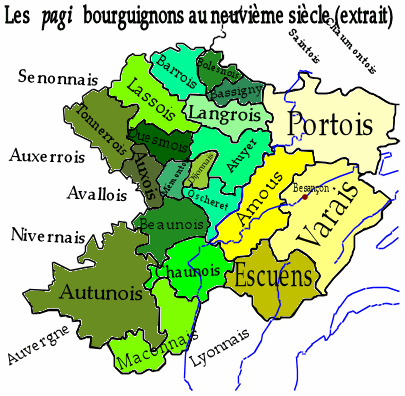
Die Landschaften (pagi) des mittelalterlichen Burgunds westlich (Herzogtum) und östlich (Grafschaft) der Saône.

Liétald II., oder Liétaud genannt, († zwischen 958 und 961) war ein Graf von Mâcon und Burgund im 10. Jahrhundert. Er war ein Sohn des Grafen Aubry I. von Mâcon († wohl 943), sein jüngerer Bruder war Humbert I. von Salins.
Liétald wird erstmals 935 mit seiner ersten Ehefrau Ermengarde, einer Tochter von Manasses, Graf von Dijon, in einer Schenkungsurkunde an die Abtei Cluny genannt. Obwohl noch zu Lebzeiten seines Vaters wird er dabei bereits mit dem Grafentitel (Leotaldus, Dei gratia comes) genannt.
Nach dem Tod des Herzogs Hugo dem Schwarzen von Burgund 952 übernahm Liétald dessen Gebiete, die sich östlich der Saône (Amous, Portois, Escuens, Varais) mit dem Hauptort Besançon in Hochburgund befanden. Von zeitgenössischen Chronisten wie Flodoard wurde er daher als Graf von Burgund (Burgundiae comes) betitelt. Er selbst nannte sich so in einer Urkunde des Königs Lothar vom 20. Oktober 955. Aus diesen von ihm zusammengefügten burgundischen Landschaften ging die Grafschaft Burgund (Franche-Comté) hervor.
Liétald starb zwischen den Jahren 958 und 961. Im erstgenannten Jahr wurde er letztmals in einer Urkunde König Lothars erwähnt, im letztgenannten Jahr tritt sein Sohn bereits allein urkundlich in Erscheinung.
Nach seiner ersten Frau Ermengarde war er noch mit zwei weiteren Frauen, Bertha und Richilde, verheiratet gewesen. Sein Erbsohn Aubry II. ging aber aus der ersten Ehe hervor.